# Grand Prix-wegrace van Finland 1962
De Grand Prix-wegrace van Finland 1962 was de tiende en voorlaatste Grand Prix van het wereldkampioenschap wegrace voor motorfietsen in het seizoen 1962. De races werden verreden op 23 september op het Pyynikki Circuit, een stratencircuit in de stad Tampere. Alleen de 50cc-klasse, de 125cc-klasse, de 350cc-klasse en de 500cc-klasse kwamen aan de start. De 350cc-klasse sloot haar seizoen hier af.

## Algemeen
De Finse Grand Prix had voor het eerst WK-status, maar werd al sinds 1948 georganiseerd. In 1962 verving ze de Grand Prix van Zweden. Alan Shepherd was het meest succesvol: hij beklom het erepodium drie keer.

## 500cc-klasse
In de 500cc-race stonden slechts achttien deelnemers aan de start. Het team van MV Agusta verscheen niet omdat de wereldtitel toch al binnen was. MV-rijder Mike Hailwood had daarom op privébasis ingeschreven met een Norton, maar hij raakte in de 125cc-training geblesseerd en kon niet starten. Alan Shepherd toonde opnieuw aan dat hij "best of the rest" was en won met zijn Matchless G50, waardoor zijn tweede plaats in de WK-stand nu definitief was. Sven-Olov Gunnarsson werd tweede voor František Šťastný.
| Pos | Coureur              | Merk      | Tijd      | Pnt |
| --- | -------------------- | --------- | --------- | --- |
| 1   | Alan Shepherd        | Matchless | 1:03"16'9 | 8   |
| 2   | Sven-Olov Gunnarsson | Norton    | +1"02'8   | 6   |
| 3   | František Šťastný    | Jawa      | +1"38'6   | 4   |
| 4   | Anssi Resko          | Matchless | +1"55'0   | 3   |
| 5   | Harald Karlsson      | Norton    | +1 ronde  | 2   |
| 6   | Roland Föll          | Matchless | +1 ronde  | 1   |
| 7   | Rudolf Gläser        | Norton    | +1 ronde  |     |
| 8   | Tauno Nurmi          | Norton    |           |     |
| 9   | Antero Ventoniemi    | Norton    |           |     |
| 10  | Viljo Heino          | Norton    |           |     |
| 11  | Raine Lampinen       | Norton    |           |     |

| Coureur       | Merk   | Oorzaak  |
| ------------- | ------ | -------- |
| Mike Hailwood | Norton | Blessure |

| Coureur          | Merk      | Oorzaak |
| ---------------- | --------- | ------- |
| Mike Duff        | Matchless |         |
| Hannu Kuparinen  | Norton    |         |
| Pentti Lehtelä   | Norton    |         |
| Veikko Sulasaari | Norton    |         |
| Agne Carlsson    | Norton    |         |

| Coureur              | Merk       | Oorzaak    |
| -------------------- | ---------- | ---------- |
| Amleto Pomesano      | Norton     |            |
| Benedicto Caldarella | Matchless  |            |
| Eduardo Salatino     | Norton     |            |
| Juan Carlos Salatino | Norton     |            |
| Manuel Soler         | Norton     |            |
| Bert Schneider       | Norton     |            |
| Jack Ahearn          | Norton     |            |
| Jack Findlay         | Norton     |            |
| Gyula Marsovszky     | Norton     |            |
| Pablo Gamberini      | Matchless  |            |
| Alistair King        | Matchless  |            |
| Arthur Wheeler       | Moto Guzzi |            |
| Billie Nelson        | Norton     |            |
| Brian Setchell       | Norton     |            |
| Dan Shorey           | Matchless  |            |
| Derek Minter         | Norton     |            |
| Ellis Boyce          | Norton     |            |
| Fred Stevens         | Norton     |            |
| Phil Read            | Norton     |            |
| Ray Spence           | Norton     |            |
| Ron Langston         | Norton     |            |
| Roy Ingram           | Norton     |            |
| Tony Godfrey         | Norton     |            |
| Remo Venturi         | MV Agusta  | Teambeleid |
| Silvio Grassetti     | Bianchi    |            |
| Hugh Anderson        | Norton     |            |
| Gary Hocking         | MV Agusta  | Gestopt    |
| Paddy Driver         | Norton     |            |

### Top tien tussenstand 500cc-klasse
| Pos | Coureur              | Merk      | Pnt |                |
| --- | -------------------- | --------- | --- | -------------- |
| 1   | Mike Hailwood        | MV Agusta | 40  | wereldkampioen |
| 2   | Alan Shepherd        | Matchless | 29  |                |
| 3   | Phil Read            | Norton    | 11  |                |
| 4   | Bert Schneider       | Norton    | 10  |                |
| 5   | Gary Hocking         | MV Agusta | 8   |                |
| 6   | Tony Godfrey         | Norton    | 7   |                |
| 6   | Paddy Driver         | Norton    | 7   |                |
| 6   | František Šťastný    | Jawa      | 7   |                |
| 9   | Ellis Boyce          | Norton    | 6   |                |
| 9   | Derek Minter         | Norton    | 6   |                |
| 9   | Remo Venturi         | MV Agusta | 6   |                |
| 9   | Sven-Olof Gunnarsson | Norton    | 6   |                |

## 350cc-klasse
Tommy Robb won de 350cc-race voor stalgenoot Jim Redman. Alan Shepherd had van MZ een RE 350 ter beschikking gekregen en scoorde daarmee de eerste punten voor dit merk in de 350cc-klasse.
| Pos | Coureur              | Merk   | Tijd | Pnt |
| --- | -------------------- | ------ | ---- | --- |
| 1   | Tommy Robb           | Honda  |      | 8   |
| 2   | Jim Redman           | Honda  |      | 6   |
| 3   | Alan Shepherd        | MZ     |      | 4   |
| 4   | Sven-Olof Gunnarsson | Norton |      | 3   |
| 5   | Taneli Lepo          | AJS    |      | 2   |
| 6   | Moto Kitano          | Honda  |      | 1   |

| Coureur          | Merk      | Oorzaak    |
| ---------------- | --------- | ---------- |
| Tom Phillis (†)  | Honda     | Overleden  |
| Bob McIntyre (†) | Honda     | Overleden  |
| Mike Hailwood    | MV Agusta | Teambeleid |
| Gary Hocking     | MV Agusta | Gestopt    |

| Coureur             | Merk       |
| ------------------- | ---------- |
| Jack Findlay        | Norton     |
| Mike Duff           | AJS        |
| Gyula Marsovszky    | Norton     |
| Roland Föll         | AJS        |
| František Šťastný   | Jawa       |
| Gustav Havel        | Jawa       |
| Hans-Otto Butenuth  | Norton     |
| Alistair King       | AJS        |
| Arthur Wheeler      | Moto Guzzi |
| Derek Minter        | Norton     |
| Phil Read           | Norton     |
| Ralph Bryans        | Norton     |
| Roy Ingram          | Norton     |
| Silvio Grassetti    | Bianchi    |
| Hugh Anderson       | AJS        |
| Nikolaj Sevast'ânov | CKEB       |

### Top tien eindstand 350cc-klasse
| Pos | Coureur              | Merk      | Pnt     |
| --- | -------------------- | --------- | ------- |
| 1   | Jim Redman           | Honda     | 32 (38) |
| 2   | Tommy Robb           | Honda     | 22      |
| 3   | Mike Hailwood        | MV Agusta | 20      |
| 4   | František Šťastný    | Jawa      | 16      |
| 5   | Silvio Grassetti     | Bianchi   | 8       |
| 6   | Alan Shepherd        | AJS / MZ  | 7       |
| 7   | Gustav Havel         | jawa      | 7       |
| 8   | Gary Hocking         | MV Agusta | 6       |
| 9   | Mike Duff            | AJS       | 5       |
| 10  | Roy Ingram           | Norton    | 3       |
| 10  | Sven-Olof Gunnarsson | Norton    | 3       |

## 125cc-klasse
Mike Hailwood kreeg de kans een MZ RE 125 in te zetten in Finland, maar in de training raakte hij geblesseerd waardoor hij niet kon starten. Jim Redman won voor Luigi Taveri en Alan Shepherd, die zijn MZ wel naar de finish bracht, vlak voor fabrieksrijder Hans Fischer.
| Pos | Coureur       | Merk   | Tijd    | Pnt |
| --- | ------------- | ------ | ------- | --- |
| 1   | Jim Redman    | Honda  | 57"43'1 | 8   |
| 2   | Luigi Taveri  | Honda  | + 1'1   | 6   |
| 3   | Alan Shepherd | MZ     | +56'4   | 4   |
| 4   | Hans Fischer  | MZ     | +57'5   | 3   |
| 5   | Frank Perris  | Suzuki | +2"02'0 | 2   |
| 6   | Jukka Petäjä  | MZ     |         | 1   |

| Coureur       | Merk | Oorzaak  |
| ------------- | ---- | -------- |
| Mike Hailwood | MZ   | Blessure |

| Coureur             | Merk   | Oorzaak   |
| ------------------- | ------ | --------- |
| Tom Phillis (†)     | Honda  | Overleden |
| Ernst Degner        | Suzuki |           |
| Bob McIntyre (†)    | Honda  | Overleden |
| Kunimitsu Takahashi | Honda  | Gestopt   |

| Coureur           | Merk    |
| ----------------- | ------- |
| Jorge Kissling    | Bultaco |
| Limburg Moreira   | Bultaco |
| Marzillo Chizzini | Bultaco |
| Pedro Rosenthal   | Tohatsu |
| Raúl Kissling     | DKW     |
| Stanislav Malina  | ČZ      |
| Klaus Enderlein   | MZ      |
| Werner Musiol     | MZ      |
| Alistair King     | Bultaco |
| Derek Minter      | Honda   |
| Rex Avery         | EMC     |
| Tommy Robb        | Honda   |
| John Grace        | Bultaco |
| Alberto Pagani    | Honda   |
| Francesco Villa   | Mondial |
| Giuseppe Visenzi  | Ducati  |
| Mitsuo Itoh       | Suzuki  |
| Sadao Shimazaki   | Honda   |
| Teisuke Tanaka    | Honda   |
| Hugh Anderson     | Suzuki  |
| Paddy Driver      | EMC     |

### Top tien tussenstand 125cc-klasse
| Pos | Coureur             | Merk   | Pnt     |                |
| --- | ------------------- | ------ | ------- | -------------- |
| 1   | Luigi Taveri        | Honda  | 48 (67) | wereldkampioen |
| 2   | Jim Redman          | Honda  | 38 (47) |                |
| 3   | Tommy Robb          | Honda  | 26 (33) |                |
| 4   | Kunimitsu Takahashi | Honda  | 16      |                |
| 5   | Mike Hailwood       | EMC    | 12      |                |
| 6   | Teisuke Tanaka      | Honda  | 11      |                |
| 7   | Hans Fischer        | MZ     | 7       |                |
| 8   | Paddy Driver        | EMC    | 6       |                |
| 9   | Ernst Degner        | Suzuki | 5       |                |
| 9   | Rex Avery           | EMC    | 5       |                |

## 50cc-klasse
Ernst Degner, die door een blessure twee races had gemist, kwam naar Finland met drie punten achterstand op Hans Georg Anscheidt. Die laatste kon niet meer de volle punten scoren, want hij moest resultaten weg beginnen te strepen. Daar had Degner geen last van. Het was echter de eerste keer dat de Honda RC 111's de toon aangaven. Luigi Taveri won voor Tommy Robb. Anscheidt werd weliswaar derde, maar van de vier punten die hij daarmee verdiende werden er drie weggestreept. Degner werd vierde en liep daardoor feitelijk in op Anscheidt. De strijd om de wereldtitel zou dus in de GP van Argentinië beslist worden.
| Pos | Coureur              | Merk     | Tijd | Pnt |
| --- | -------------------- | -------- | ---- | --- |
| 1   | Luigi Taveri         | Honda    |      | 8   |
| 2   | Tommy Robb           | Honda    |      | 6   |
| 3   | Hans Georg Anscheidt | Kreidler |      | 4   |
| 4   | Ernst Degner         | Suzuki   |      | 3   |
| 5   | Teisuke Tanaka       | Honda    |      | 2   |
| 6   | Hugh Anderson        | Suzuki   |      | 1   |

| Coureur             | Merk  | Oorzaak |
| ------------------- | ----- | ------- |
| Kunimitsu Takahashi | Honda | Gestopt |

| Coureur             | Merk     |
| ------------------- | -------- |
| Günter Beer         | Kreidler |
| Wolfgang Gedlich    | Kreidler |
| José Maria Busquets | Derbi    |
| Dan Shorey          | Kreidler |
| Isao Morishita      | Suzuki   |
| Michio Ichino       | Suzuki   |
| Mitsuo Itoh         | Suzuki   |
| Seichi Suzuki       | Suzuki   |
| Jan Huberts         | Kreidler |

### Top tien tussenstand 50cc-klasse
| Pos | Coureur              | Merk     | Pnt     |
| --- | -------------------- | -------- | ------- |
| 1   | Hans Georg Anscheidt | Kreidler | 36 (39) |
| 2   | Ernst Degner         | Suzuki   | 35      |
| 3   | Luigi Taveri         | Honda    | 29 (33) |
| 4   | Jan Huberts          | Kreidler | 27      |
| 5   | Mitsuo Itoh          | Suzuki   | 21      |
| 6   | Tommy Robb           | Honda    | 17      |
| 7   | Seichi Suzuki        | Suzuki   | 10      |
| 8   | Hugh Anderson        | Suzuki   | 8       |
| 9   | Kunimitsu Takahashi  | Honda    | 7       |
| 10  | José Maria Busquets  | Derbi    | 6       |
| 10  | Wolfgang Gedlich     | Kreidler | 6       |

1932 · 1948 · 1949 · 1950 · 1951 · 1952 · 1953 · 1954 · 1955 · 1956 · 1957 · 1958 · 1959 · 1960 · 1961 · 1962 · 1963 · 1964 · 1965 · 1966 · 1967 · 1968 · 1969 · 1970 · 1971 · 1972 · 1973 · 1974 · 1975 · 1976 · 1977 · 1978 · 1979 · 1980 · 1981 · 1982